# Strophodus
Strophodus is een geslacht van uitgestorven hybodontiden, bekend van het Trias tot het Krijt. Het heeft sterk afgeronde, durofage tanden. Het is lang verward met Asteracanthus, omdat de vinstekels van de laatste gevonden werden nabij de tanden van Strophodus. Beide geslachten kunnen nu echter betrouwbaar worden onderscheiden op basis van de morfologie van zowel de vinstekels als de tanden.
Louis Agassiz benoemde in 1838 de typesoort Strophodus longidens. De geslachtsnaam betekent 'draaitand'. De soortaanduiding betekent 'langtand'.

## Soorten
- S. reticulatus Agassiz, 1838, Midden-Laat-Jura (Bathonien-Tithonien) Engeland, Frankrijk, Duitsland, Hongarije en Zwitserland. Een soortgelijke vorm S. cf. reticulatus is bekend uit het Midden-Trias van Zwitserland
- S. smithwoodwardi (Peyer, 1946), Vroeg-Jura (Toarcien) Zwitserland
- S. dunaii (Szabó & Főzy (2020), Midden-Jura (Aalenien), Hongarije
- S. tenuis Agassiz, 1838, Midden-Jura (Aalenien-Bathonien) Duitsland, Engeland
- S. longidens Agassiz, 1838, Midden-Jura (Bathonien) Frankrijk
- S. magnus Agassiz, 1838, Midden-Jura (Bathonien) Frankrijk, India, Engeland
- S. indicus (Sharma & Singh, 2021), Midden-Jura (Bathonien), India
- S. jaisalmerensis (Kumar et al., 2022), Midden-Jura (Bathonien) India
- S. medius (Owen, 1869), Midden-Jura (Bathonien-Callovien) India, Frankrijk, Engeland
- S. subreticulatus (Agassiz, 1838), Laat-Jura (Kimmeridgien) Zwitserland
- S. udulfensis (Leuzinger et al., 2017), Laat-Jura (Kimmeridgien) Zwitserland ?Engeland
- S. tridentinus (Zittel, 1870), Laat-Jura (Tithonien) Italië (mogelijk een nomen dubium)
- S. rebecae Carrillo-Briceño & Cadena, 2022, Vroeg-Krijt (Valanginien-Hauterivien), Colombia

Onbepaalde overblijfselen van Strophodus strekken zich mogelijk uit tot in het Albien van het Vroeg-Krijt. Geclaimde vermeldingen van het geslacht uit het Laat-Krijt zijn twijfelachtig.